# Alcathousiella polyrhaphoides
Alcathousiella polyrhaphoides é uma espécie de cerambicídeo da tribo Acanthocinini (Lamiinae), com distribuição na Costa Rica, Equador e Venezuela.